# Catraca (símbolo)
Na lógica matemática e ciência da computação, o símbolo  {\displaystyle \vdash } recebe o nome de catraca, pela sua semelhança a uma catraca observada de cima. Pode ser lido como "é o que causa", "deduz que", "acarreta em" ou "satisfaz" (sendo este o mais usual). O símbolo foi usado pela primeira vez por Gottlob Frege no seu livro sobre lógica em 1879, Begriffsschrift.
Martin-Löf analisa o símbolo da seguinte forma: "...[A] combinação do Urteilsstrich, da barra de julgamento [ | ], e do Inhaltsstrich, traço de conteúdo, todos de Frege, veio a ser chamado de símbolo de asserção."[2] A notação de Frege para um julgamento de algum conteúdo A 
{\displaystyle \vdash A}
pode ser lida como:
Eu sei que {\displaystyle A} é verdade".
Na mesma linha de raciocínio:
{\displaystyle P\vdash Q}
Pode ser lida das seguintes formas:
- A partir de  {\displaystyle P} , eu sei que  {\displaystyle Q}
- {\displaystyle P}  é o que causa  {\displaystyle Q}
- {\displaystyle Q}  é demonstrável a partir de  {\displaystyle P}

No TeX, o simbolo de catraca é obtido do comando \vdash. No Unicode, o simbolo (⊢) é chamado direita tacha e está mapeado no código U+22A2. pode ser reproduzida de forma semelhante com barra vertical (|) e um traço (–).

## Interpretações
A catraca representa uma relação binária. Existe várias
interpretações em diferentes contextos:
- Na metalógica, o estudo das linguagens formais; a catraca representa a consequência sintática (ou "derivabilidade"). Ou seja, dada sequência de caracteres, pode ser derivada de outra em um único passo, de acordo com as regras de transformação (regra de inferência) (i.e. a sintática) de dado sistema formal. Dessa forma,

{\displaystyle P\vdash Q}
significa que {\displaystyle Q} é derivável de {\displaystyle P} no sistema. De acordo com este uso para derivabilidade, o símbolo "{\displaystyle \vdash }" seguido de uma expressão, sem haver sentença precedendo o símbolo, estabelece um teorema,  o que significa que essa expressão pode derivar de regras usando um conjunto vazio de axiomas. Logo, a expressão
{\displaystyle \vdash Q}
Significa que {\displaystyle Q} é um teorema no sistema.
- Na Teoria da prova, a catraca é usada para avaliar se é possivel ser provado. Por exemplo, se {\displaystyle T} é uma teoria formal e {\displaystyle S} é uma sentença, na linguagem dessa teoria então:

{\displaystyle T\vdash S}
Significa que {\displaystyle S} é demonstrável a partir de {\displaystyle T}.
- No Cálculo lambda simplesmente tipado, a catraca é usada para separar suposições de tipagem de julgamento de tipagem
- Na Teoria das categorias, uma catraca revertida, como no exemplo {\displaystyle F\dashv G}, é usada para indicar que o funtor {\displaystyle F} é o adjunto à esquerda do funtor {\displaystyle G}.
- Na APL o símbolo é chamado de "tack" à direita e representa a ambivalente função identidade à direita onde ambos X⊢Y e ⊢Y são Y. O símbolo invertido "⊣" é chamado de "tack" à esquerda e representa à análoga identidade à esquerda onde X⊣Y é X e ⊣Y é Y.
- Na Combinatória, {\displaystyle \lambda \vdash n} significa que {\displaystyle \lambda } é uma partição do inteiro {\displaystyle n}. [4]

## Notes
1. ↑  Frege 1879
2. ↑  Martin-Löf 1996, p. 15
3. ↑  Unicode standard
4. ↑  p.287 of Stanley, Richard P.. Enumerative Combinatorics. 1st ed. Vol. 2. Cambridge: Cambridge University Press, 1999.